# Kilkis
Kilkis (em grego: Κιλκίς; em búlgaro: Кукуш; romaniz.: Koukouche; Kılkış) é uma cidade grega localizada em Kilkis que por sua vez é sua capital.